# Мотоциклет
Мотоциклетът (на френски: motocyclette, от на латински: mōtor – привеждащ в движение и на гръцки: κύκλος – кръг, колело) съгласно чл. 1 от ЗДП, е двуколесно пътно превозно средство с кош или без кош, което има двигател с работен обем над 50 cm³. Към мотоциклетите се причисляват и моторните превозни средства с три колела, чиято маса без товар не надвишава 400 kg. Към тези превозни средства се причисляват и мотопедите – двуколесни или триколесни пътни превозни средства, които имат двигател с вътрешно горене с работен обем до 50 cm³, но чиято максимална конструктивна скорост не надвишава 45 km/h – определения в съответствие с чл. 11, 13 и 14 от Допълнителни разпоредби на Закона за движението по пътищата. В посочените по-горе членове на закона, не е посочен изрично електрическия двигател, като основен задвижващ агрегат и неговата мощност като критерии за горната класификация. В масовото производство на електрически мотоциклети се прави разделение, специално въведено за мотопедите посредством конструктивното ограничение наложено с техническия параметър максимално допустима скорост на движение 45 km/h.

## Етимология
Motocyclette е наименование, с което френските фабриканти, братята Йожен и Мишел Верне (Eugène et Michel Werner) обозначават направеното от тях през 1897 г. превозно средство на две колела. Това наименование, одобрено от префекта на Париж за двуколесните превозни средства, придобива гражданственост и окончателно навлиза в публичното пространство след решение на Търговския съд в Париж през 1901 г. като motocyclette. От пресата през 1907 г. се разбира, че за тези моторни превозни средства в България е ползвано наименованието „моторен велосипед“. Вероятно по-късно наименованието мотоциклет е заимствано от Франция и е придобило гражданственост в България. В България е много популярно и се използва наименованието „мотор“ за мотоциклетите, макар със същата дума да се обозначава и двигателен агрегат, използващ за гориво нефтопродукти. За малките кубатури мотоциклети или за изразяване пренебрежително отношение към мотоциклетите, е популярно и се използа наименованието „моторетка“.

## Особености на моторното превозно средство
Освен броя на колелата, като характерна особеност и главна отличителна черта на мотоциклета е конструктивно изграденото директно безредукторно (наричано още велосипедно) управление на предното управляващо колело. Характерно е и определеното място за сядане, при което положението на тялото на моториста е като на ездач върху транспортното средство. Тази позиция осигурява вертикално положение на тялото при управлението, а краката и колената обгръщат и са в пряк контакт с резервоара и елементи от двигателя. За стабилност при ездата се поставят странични опори за краката на мотоциклетиста и неговия пътник (стъпенки или, както е при моторолерите, площадки). Такава позиция на тялото позволява в близост да бъдат разположени органи за управление с краката – крачен лост за смяна на скорости и крачен лост за спирачката на задното колело. Другите органи за управление са разположени на кормилото – ръчен лост за задвижване на съединителя, ръчен лост за задвижване спирачката на предно колело, ръкохватка за газ при завъртането на която чрез стоманено жило се задвижва шибърът на карбуратора или системата за инжекционно впръскване на гориво за управление оборотите на двигателя. На кормилото са монтирани и превключвател за светлините на фара, пътепоказателите (мигачите) и клаксон. Характерни особености са не само броят на колелата, но и изграждането на рамата, трансмисията, ходовата част и окачването на колелата. Класическият мотоциклет е характерен и с мястото и начина за монтажа на двигателя (двигател с вътрешно горене, електрически двигател, реактивен – специално изградените мотоциклети рекордьори).
Към групата на мотоциклетите не се включват моторните превозни средства с четири колела, популярни в България с наименованието АТВ, ATV (на английски: All-terrain vehicle и на руски: мотовездеход). Въпреки че тези леки превозни средства са сходни с мотоциклетите по начина на езда, да притежават кормило от велосипеден тип, да превозват ограничен брой пътуващи и да имат малък работен обем на двигателя, за тях по Закона за движение по пътищата се изисква притежаването на категория В1 за правоуправление. В закона изрично са указани и ограничаващите технически параметри на четириколесните моторни превозни средства от групата АТВ – маса без товар до 400 kg и мощност на двигателя не повече от 15 hp.

## Предназначение
Мотоциклетите, създадени в края на 19 век, и до днес имат едно предназначение – да превозват хора и сравнително малки по размер товари, като транспортират мотоциклетиста и неговите спътници (един или повече) по различни пътища и терени. Тази пригодност на мотоциклета да се движи както по асфалтови пътища, така и по макадамови настилки или земни пътища при различна форма на терена, го прави желано и универсално транспортно средство. Високата проходимост на мотоциклета, неговата добра управляемост, отлична маневреност, възможност за продължителното движение с приемлива скорост на пътуване, комфорт за пътуващите и ниски покупни и експлоатационни разходи, налагат мотоциклета като транспортно средство още в началото на XX век. Първоначалната идея на създателите на мотоциклета става широка база за развитие на конструктивни решения за приспособяването му към различни сфери от живота – за транспорт, за спорт, във военното дело. За това спомагат и разнообразието от разработени двигатели за задвижването им, модернизиране конструкцията на рамата и комплектуване с агрегати подобряващи експлоатацията, без да се правят съществени компромиси със сигурността и надеждността.

## История
Първото известно моторно превозно средство на две колела е построеният от френския изобретател Пиер Мишо (Pierre Michaux) през 1869 г. велосипед, задвижван от парна машина. Този опит е останал единичен експеримент поради големите размери на парния котел и ниската мощност на парната машина – само половин конска сила (0,5 hp).
Първият мотоциклет, построен с двигател с вътрешно горене, е създаден в Германия от Готлиб Даймлер (на немски: Gottlieb Wilhelm Daimler) и Вилхелм Майбах (на немски: August Wilhelm Maybach) през 1885 г. На дървена рама, съоръжена с две дървени колела и малки помощни странични опорни колела, е поставен бензинов карбураторен двигател с мощност 1,5 hp. На проведените изпитвания е достигната скорост 12 km/h, след което е патентован като „машина за езда с керосинов двигател“. Понятието езда остава и до днес, като характерна за основната позиция на моториста при управлението на класическия мотоциклет. С този патент мотоциклетът изпреварва с една година патентоването на другото популярно превозно средство – бензиновият автомобил.
От 1894 г. започва серийното производство на мотоциклети от немската фирма Hildebrand & Wolfmüller (чете се „Хилдебранд унд Волфмюлер“). Това производство е последвано и разширявано от фирми в Европа и САЩ, с много голям принос в развитието на конструкцията и двигателите на мотоциклетите. Основната причина за интереса към новото превозно средство е неговата проста конструкция, ниска цена и спортният дух с емоционалното усещане за движение и скорост. Пионери в мотоциклетното производство са: 1899 г. – Matchless (Англия); 1901 г. – Royal Enfield (Англия), FN (Белгия), Automoto (Франция); 1902 г. – Norton (Англия) и Indian (САЩ); 1903 г. – Triumph (Англия), Harley-Davidson (САЩ), Husqvarna (Швеция); 1908 г. – NSU (Германия); 1909 г. Gilera (Италия), 1910 г. – BSA (Англия); 1911 г. – Benelli (Италия). Съществен принос в развитието на мотоциклетите са конструирането и серийното производство само на мотоциклетни двигатели от фирмите JAP, Blackburne, Fafnir, Sachs, които са заимствани и са вграждани в много различни модели мотоциклети от фирми производителки, особено в държавите от Европа.
Типичният класически мотоциклет от края на 19 век до 20-те години на 20 век е построен на базата на велосипедна рама с ниско поставен бавнооборотен двигател в триъгълното пространство пред велосипедните педали. Задвижването на двигателното колело се осъществява с ремък, директно свързан с коляновия вал на двигателя и с голямо предавателно отношение. Общото техническо развитие, предизвикано от потребностите на войската от Първата световна война, както и успешните зрелищни спортни изяви след това, се дължат предимно на непрекъснатото усъвършенстване на двигателите с вътрешно горене. Особено активни към съществени нововъведения в двигателостроенето са немски, английски и италиански фирми, в т.ч. и към нова устойчива конструкция на рамата, нови решения за по-надеждна и по-ефективна трансмисия и ходова част, приспособявана за движение към разнообразни пътни условия и различни скорости. Конструктивните решения са насочени преди всичко към разширяване и разкриване на нови експлоатационни възможности за използване на мотоциклетите в различни области като транспортно средство.
В България първите мотоциклети се появяват в края на 19 век. Известно е, че първият собственик на мотоциклет е арх. Александър Ставрев. Първият опит за състезание с „моторни велосипеди“ се провежда на 14 май 1907 г. в София, както това е описано във вестник „Сан-Стефанска България“.
- Първият серийно произвеждан мотоциклет – Hildebrand & Wolfmüller през 1894 г.
- Mотоциклет Adler 1902 г.
- Motosacoche (MAG) A1, мотоциклет, произведен в Швейцария през 1904 г.
- Norton, мотоциклет, произведен в Англия през 1907 г.
- Мотоциклет FN 498 cm³ 1909 г.
- Мотоциклет от Франция – Automoto 3 hp, произведен през 1910 г.
- Harley-Davidson Model 7D, мотоциклет, произведен в САЩ през 1911 г.
- Harley-Davidson с двигател 1000 cm³, мотоциклет, произведен в САЩ през 1916 г.
- Едноцилиндров скутер с двигател 123 cm3, конструиран от Granville Bradshaw през 1919 г. и произвеждан от ABC Motors Ltd (All Britisch (Engine) Company)

## Видове мотоциклети
Мотоциклетите се изграждат с различни конструктивни решения: двуколесни, двуколесни с кош странично свързан (със или без задвижване на колелото на коша), триколесни (с две колела отпред или две колела отзад на мотоциклета). Разнообразието от технически решения води до много сложна класификация, поради което няма създадена универсална единна система за класификация на всички видове мотоциклети. Това налага често едни и същи мотоциклети, оценявани по различни технически показатели и критерии, да се включват в различни класификационни групи. Освен по броя на колелата, мотоциклетите се различават по конструкцията и размерите си, по вида на използвания двигател и мощността му, както и по използването им съобразно пътните условия и по начина на „езда“, свързано с поставените цели при експлоатацията им. Някои експерти не признават и различните подтипове извън обичайното разделяне на видовете мотоциклети поради твърдението, че различията в промените са само козметични.

## Класификация по конструктивен признак

### По външни конструктивни особености и начин на езда
Условно по външни конструктивни особености и начин на езда мотоциклетите може да се разделят на три основни групи:
- класически мотоциклети (на английски: Standart Motorcycle)[24] – тези, които по конструкция и начин на езда са най-близо до първообраза на създадения мотоциклет с две или три колела. При езда тялото на мотоциклетиста е изправено (вертикално спрямо посоката на пътуване) и ръцете и кормилото не са натоварени с част от неговото тегло. Тези мотоциклети са с характерната триъгълна рама велосипеден тип, изградена от тръбна стоманена или алуминиева конструкция. От втората половина на 20 век се налагат и други носещи пространствени конструкции на рамата с нова схема на окачването на двигателя, трансмисията и двигателното колело, при използването на същите тези материали или от щампована ламарина. Независимо от предназначението, конструкцията на рамата и начина за окачването на двигателя, при мотоциклетите се запазва характерното разположение на двигателя и трансмисията, както и начина за задвижване на ходовата част – предимно чрез верига или с използването на кардан;
- мотоциклети за спорт (на английски: Sport Bikes)[24] – това са мотоциклети с висока мощност, лека конструкция и при създаването им се акцентира върху ускоряването, управляемостта при завиване и спирателната сила. В конструкцията на мотоциклетите за спорт се внасят промени, с които съществено се изменя разположението на тялото и начина на езда. При скоростните състезания позицията на мотоциклетиста е агресивна и с тяло върху резервоара се създава добра аеродинамична форма от машината и мотоциклетиста за намаляване на въздушното съпротивление. Това реално се осъществява чрез изграждането на друга конструкция на рамата и опорните точки за краката на мотоциклетиста и чрез поставянето на аеродинамични обтекатели. Окомплектоването с мощни и пъргави двигатели, с подходящо окачване, ходова част и гуми, както и премахването на допълнителната седалка за пътник, също са част от конструктивните особености на тези мотоциклети.

Има две групи мотоциклети за спорт:
Първата група е с възможности за управление по пътната мрежа и за участие в различни спортни състезания.
Втората група е предназначена изключително и само за участие в спортни състезания.
Това деление най-добре е изразено при офроуд мотоциклетите. Типичните спортни мотоциклети, специализирани само за движение по терени без покритие и участие в офроуд състезания, са кросовите мотоциклети. Те са по-прости, по-леки и с дълъг ход на окачването, с висок просвет и здрава конструкция без обтекатели. Тези мотоциклети са забранени за регистрация и управление по пътната мрежа поради липсата на редица изисквания, свързани с безопасността. Но точно за тази група мотоциклети съществува строга квалификационна система за техническите параметри на състезателните машини, като е създадена и строго се спазва система от правилници за провеждането на състезанията, за поведението и действията на състезателите и оценка на показаните резултати. Подобните на тях мотоциклети, но с възможност да се регистрират, да имат регистрационни табели и да се управляват по обществената пътна мрежа, са мотоциклетите за дуал спорт и участващи в състезания супермото и мотоциклетите ендуро. Разделянето на отделните групи мотоциклети само̀ показва колко условна е тази класификация.
- моторолери (скутери) (на немски: Motorroller) или ску́тер (на английски: scooter, motor scooter))– това са специални видове мотоциклети, които се управляват без да има пряк физически контакт на краката и колената на моториста с резервоара за гориво или други елементи от конструкцията на моторолера. Характерната позиция при управлението се дължи на конструкцията на рамата, различна от триъгълната рама велосипеден тип при мотоциклетите. Моторолерите имат характерна площадка за краката и преден защитен щит за моториста, което променя положението на тялото при езда и е различно от това при управление на класически мотоциклет. Двигателят е разположен под седалката в обща конструкция с трансмисията и ходовата част и с използването на вариатор за безредукторна промяна на скоростта на движение. Всичко това е покрито с обтекаема защита.

Първият скутер е разработен през 1902 г. от французина Жорж Готие (Georges Gauthier). Произведен е през 1914 г. Тази схема на изграждане на превозно средство с две колела е наложена с промишленото производство на едноцилиндровия скутер с двигател 123 cm3, конструиран от Granville Bradshaw през 1919 г. и произвеждан от ABC Motors Ltd (All Britisch (Engine) Company).

### Според кубатурата на използвания двигател
Работният обем на използвания двигател с вътрешно горене и неговата мощност са много важен фактор при определяне на конструкцията, приложението на мотоциклетите съобразно целите и в съответствие с определени експлоатационни условия.
- Мотопедите (на английски: moped), с педали или мокик (с кик стартер (крачна манивела)) имат двигател до 50 cm³. В България наименованието мотопед е получило гражданственост (чл. 14 от Допълнителни разпоредби на закона),[3] и се използва вместо използваното в други държави мопед.[8]
- Леките мотоциклети (на английски: lightweight) имат обем на двигателя от 50 до 100 cm³. Това е прието и описано в българската литература за мотоциклети.[8] В енциклопедията за мотоциклети, издадена във Великобритания през 2000 г., мотоциклетите с кубатура на двигателя до 250 cm³ се отнасят към групата на леките мотоциклети.[20]
- Средни – от 250 до 700 cm³.
- Тежки – от 700 до 1300 cm³ или повече.
- Тежки мотоциклети със специално предназначение. Обикновено това са соло мотоциклети или такива съоръжени с кош и трето колело, което е със или без задвижване от мотоциклетния двигател. Обемът на двигателите е от 700 до 1000 cm³. Характерното за тези мотоциклети не са ускоренията или пригодноста им за пътуване с високата скорост, а удобството при продължителна езда и възможностите за транспортиране на допълнително оборудване. Предназначени са за използване по всякакви терени за военни нужди или притежават специализирано оборудване използвано за нуждите на полицията. Поради качествата си да се управляват по всякакъв терен, намират приложение при провеждане на спасителни операции. Без специални приспособления на мотоциклета и коша, тези мотоциклети са достъпни и за граждани и се използват за туризъм или друго гражданско приложение. Тяхната универсалност се определя точно от възможността за ползването им по всякакви терени и превозването на трима души с по-голямо количество багаж.

### Според теглото на мотоциклета
Теглото на мотоциклета е пряко зависимо от конструктивните особености, използваните конструктивни материали, двигателя, както и особености, свързани с комфорта на пътуване. Понякога специално изискване към теглото и обема на двигателя са ограничаващи условия при провеждане на състезания. Приета е обща класификация според теглото на мотоциклета, която се отнася за всички типове мотоциклети:
- свръхлеки – от 60 до 80 kg;
- леки – от 120 до 140 kg;
- средни – от 150 до 170 kg;
- тежки – от 180 kg и повече.

## Класификация по предназначение
Освен по броя на колелата, мотоциклетите много се различават с конструкцията и размерите си. В зависимост от интересите на мотоциклетистите, потребностите им и експлоатацията на това транспортно средство, класификацията по предназначение на мотоциклета се свежда до обобщаване в три типа мотоциклети. Тази класификация е приета от японските и от други производители като обозначение и наименование на произвежданите типове мотоциклети според приложението им, въпреки голямото разнообразие от модели, от техните конструктивни, технически и експлоатационни характеристики.
- пътни мотоциклети – предназначени за пътуване по пътищата и за управление при градски условия;
- мотоциклети с двойно предназначение (мотоциклети дуал-спорт) – междинна група мотоциклети пригодени за управление по пътищата и за експлоатация по спортни правила при това и по терени без специално пътно покритие;
- спортни мотоциклети – пригодени само за спортни състезания по създадени трасета по терена без специално покритие или трасета, изградени в спортни зали и стадиони.

### Пътни мотоциклети
Мотоциклетите, предназначени да се ползват по републиканската пътната мрежа, се обозначават от ЗДП като пътни моторни превозни средства и са популярни с наименованието пътни мотоциклети или шосейни мотоциклети.
Характерното за този тип мотоциклети е, че конструктивно са пригодени за пътуване по републиканската шосейна мрежа, пътната мрежа в населените места или по специални трасета, изградени или определени като част от градската инфраструктура. Преди всичко това са класически мотоциклети, при които тялото на мотоциклетиста при езда е изправено и не е напрегнато, ръцете са отпуснати върху кормилото и няма натоварване върху тях от тялото при управление на машината. Към тази група може да се причислят и тежките мотоциклети с кош, независимо от кубатурата на двигателя и наличието или отсъствието на задвижване на страничното трето колело. Групата пътни мотоциклети включва такива създадени в различен стил и с различни възможности на двигателя, с предлагане на различен комфорт на пътуване, както и според екстрите в много широк ценови клас. Няма единно мнение за съдържанието на подтиповете мотоциклети в категорията при тази класификация. Например американското Bureau of Transportation Statistics включва към тази група и велосипедите с педали и малък електрически мотор или двигател с вътрешно горене. В доклада на MAIDS (Motorcycle Accidents In Depth Study report) е създадена класификация, като са групирани подтипове на пътните мотоциклети с характерни конструктивни особености по начина на ползването им и с конкретно показани марки и модели мотоциклети като типични представители,
- Мотопедите (на английски: moped), със своята конструкция, размери и маломощен двигател (50 cm³) са пътни мотоциклети, предназначени за ползване предимно в населени места или на къси разстояния по пътната мрежа с настилка с конструктивна максимална скорост до 45 km/h.[29] Мотопедът е неподходящ за управление по високоскоростни пътни платна. В историческото си развитие запалването на двигателя с педали е премахнато и за първоначално задвижване се използва манивела мотоциклетен тип – кикстартер. Въпреки че с това техническо решение този вид мотоциклети се наименуват „мокик“, в България независимо от внедрената техническата промяна, се запазва наименованието мотопед (от МОТОциклет и ПЕДали).[30] В повечето от съвременните мотопеди вече се използва електрически стартер.

Произвежданият в България мотопед Балкан с двигател 50 cm³ е класически пример за представител на този клас моторни превозни средства.
- Градските класически мотоциклети с кубатура на двигателя по-голяма от 50 до 250 cm³, са поставяни в някои класификации според работния обем на двигателя в категорията леки мотоциклети. Те са удобни за ежедневна експлоатация при градските условия за движение със скорост от 60 до 90 km/h, имат проста конструкция, окачването на ходовата част предоставя достатъчен комфорт при пътуването с проектната скорост, малък разход на гориво и ниска покупна цена. Това са мотоциклети проектирани като практичен транспорт и поради това са произведени по традиционна класическа схема.[31] Неслучайно това са най-разпространеният тип мотоциклет в света (особено в Индия и Китай). Мотоциклетите от тази класическа универсална група не са съоръжени с аеродинамични обтекатели или защитни капаци. Те са типични представители на мотоциклетния стил „нейкид“ (на английски: naked – гол, необорудван)[24] точно поради липсата на допълнителни обтекатели, преден прозрачен ветрови щит или декоративни капаци, позволяващи по-високи скорости, но и увеличаващи цената на превозното средство. Към тази масова потребителска категория в САЩ се включват и мотоциклетите с традиционна класическа конструкция и употреба, но притежаващи значително по-различни технически параметри – двигател с работен обем от 125 до 1800 cm³ и тегло от 100 до 600 kg.[28]

Типичен представител на класическите леки мотоциклети е DKW RT 125, произвеждан в Германия, а след Втората световна война – и в ГДР, приет като мотоциклет с класическа базова конструкция и произвеждан в няколко завода на СССР под различни модификации, както и базова конструкция за някои азиатски производители на мотоциклети.
- Туристическите мотоциклети (на английски: Touring Motorcycles)[24] са подтип на пътните мотоциклети, които използват мощни двигатели с два или повече цилиндри и може да се управляват както по пътища с добро покритие, така и извън тях по добри земни пътища без настилка. Типичните туристически мотоциклети разполагат с допълнително създадени условия за транспорт на багаж в твърди багажници, подобни на големи кутии, разположени в зоната на задното колело и зад седалката на пътника. Окачването е проектирано така, че да създаде комфорт при продължително пътуване на двама души. Тази категория мотоциклети с добри възможности за транспортиране на багаж, мощен двигател, комфортно пътуване със защита от вятъра, със стерео система за озвучаване, спадат към групата тежки мотоциклети с обем на двигателя 1600 – 1800 cm³ и тегло от 400 до 475 kg.[28][31] Тези мотоциклети са получили комично име заради багажниците си тип сандък или дисаги и са наричани на английски: Dresser Tourers.

Пример за такъв типичен представител на този клас е мотоциклет Honda Gold Wing GL1800.
Подобни са и спортно-туристическите мотоциклети (на английски: Sport Tourers) с възможности за спортна езда, но и с възможностите за продължително пътуване на дълги разстояния при комфорта на туристическия мотоциклет. Обикновено са предназначени за един мотоциклетист и с по-малки възможности за транспортиране на багаж. Този тип мотоциклети, въпреки конструктивните особености за ползване, е проектиран по-скоро за продължителна езда с повече комфорт при управлението, отколкото за постигане на високи скорости. И това е съществената разлика с типичните спортни модели мотоциклети. При мотоциклетите от този тип е увеличена вместимостта на резервоара, има регулируемо предно ветрово стъкло за защита на мотоциклетиста. Разполага с по-мощен алтернатор за захранване на допълнително поставени светлини за повишена безопасност или други екстри за продължителното пътуване – например подгряване на ръкохватките на кормилото. Позицията на мотоциклетиста е по-изправена и по-спокойна, отколкото при спортните мотоциклети, което позволява продължителна езда без физическа умора. Двигателите са с обем от 1100 до 1800 cm³ и теглото на мотоциклетите е от 220 до 350 kg.
Типичен представител е спортно-туристически мотоциклет Ducati ST4s.
- Круизер (на английски: Cruiser)[24] са пътни мотоциклети, които използват мощни двигатели с два или повече цилиндри.[24] Характерното за тях е, че са ниски, дълги (с увеличено междуосие) и тежки, с мощен двигател (американските производители предпочитат V-образните двигатели) и се използват предимно по шосейната мрежа за комфортни продължителни пътувания. Произвеждат се мотоциклети с една седалка, но в този клас се произвеждат такива и с две седалки и големи възможности за транспорт на багаж. Обикновено пригодените за продължителни пътувания мотоциклети круизер са с двигатели от 650 до 1800 cm³ и тегло от 350 до 650 kg.[31][34]

Типичен представител на мотоциклетите круизер е Suzuki Marauder.
- Тежки мотоциклети. Към тази група се отнасят мотоциклетите с кош с голям работен обем на двигателя, използвани за туристически пътувания или пригодени за транспорт при изпълнение на специални задачи. Те са приспособени за транспорт на двама или трима души, с възможности за транспорт на повече багаж.[31] Предимството на този подтип пътни мотоциклети не е високата скорост, а тяхната универсалност за експлоатация по всякакви пътища и теренни условия. Може да се ползват и за пътуване през пресечена местност с не много тежки условия на път без настилка. Мотоциклетите с кош, съоръжени със специално оборудване за монтиране на оръжие, превоз на допълнително количество гориво и муниции, имат приложение и като мотоциклети със специално предназначение за нуждите на армията, полицейски нужди или други специални дейности. Обикновено тези мотоциклети са комплектувани с гуми, осигуряващи повишена проходимост за движение по различни терени. Мотоциклетите от този вид са с обем на двигателя от 600 cm³, 750 cm³ и повече.

Като доказали се най-добри представители на този клас мотоциклети с двойно предназначение и повишена проходимост са мотоциклетите М-72 и BMW R-71.
- Поръчковите мотоциклети са подтип, който може също да се отнесе към класическите пътни мотоциклети. Те се произвеждат по поръчка (на английски: custom) и са характерни с това, че са премахнати излишни, според потребителите, елементи от рамата и обтекаеми и защитни покривни плоскости.[36] Предназначени са да се експлоатират само по пътища с добра пътна настилка. Характерно за тези мотоциклети е например твърдото окачване на двигателното колело и ниско разположената седалка на мотоциклетиста. По-голяма част от тях се произвеждат с някаква внесена промяна чрез тунинговане на стандартни мотоциклети. Най-известен е поръчковият едноместен американски чопър (на английски: Chopper)[24] с характерната позиция на моториста при езда, наложена поради стила на конструкцията с удължена рама и удължена предна вилка. Това техническо решение увеличава сключваният ъгъл на предната вилка спрямо рамата на мотоциклета и намалява ъгъла, сключван между вилката с пътя. Това и ниския център на тежестта определен от геометрията на мотоциклета е причина тези машини да са стабилни при езда, но не са достатъчно пъргави и са неудобни за управление по тесните улици предлагани от градската среда. На този тип мотоциклети се монтира резервоар с малка вместимост, което го прави непригоден за продължително туристическо пътуване. Въпреки това необичайния начин на езда с изправено тяло и високо вдигнати ръце, създава общ атрактивен изглед на машината и ездача, което е предпочитано от някои мотоциклетисти. Специално изработената рама, предна вилка и калници, монтирането на поръчков или стандартен мощен двигател, боядисване и други екстри, определят значително по-високата цена на тези единично или серийно произвеждани уникални мотоциклети.

Типични представители на мотоциклети произведени в този стил и конструктивни особености са някои модели на Harley-Davidson и на други специализирани производители за тунинговане или изработване на уникални мотоциклети в САЩ.
- Моторолерът (на немски: Motorroller), (на руски: Мотороллер)) или ску́тер (на английски: scooter, motor scooter)) е пътно двуколесно превозно средство, предназначено за транспортиране на хора с езда по начин, приблизително еднакъв с тази на мотоциклетите и със схема за управлението на предното колело директно и безредукторно чрез кормилото. Моторолерът не е мотоциклет с приетата класическа форма, защото е различен по конструкция на рамата. Схемата на рамата на моторолера е заимствана от велосипедите с характерна рама за управление от велосопедисти с рокли и поли и поради това наричани „дамски“. Този вид рама е наричана стъпаловидна, рама с ниска стъпка или отворена рама (step-through frame, low-step frame или open frame) и при нея конструктивно не се поставя горна тръба, оформяща триъгълна пространствена конструкция. Такава рама променя монтажа на двигателя, както и се прилага различно техническо решение за конструкцията на трансмисията. Предавателната кутия е изпълнена като вариатор, при което скутера автоматично без степени се ускорява при управление. С габаритите си и неголямото тегло, със сравнително ниската скорост на движение и защитата на моториста по време на езда, моторолерът е изключително удобно превозно средство за експлоатация при градски условия.[37] Затова въпреки някои конструктивни различия се причислява като подтип към групата на пътните мотоциклети, поради използването му като превозно средство предимно при пътните условия в населените места или по настилка на пътната мрежа извън тях. Скутери има създадени още в началото на 20 век.[38] Класическата схема на скутера, внедрен в промишлено производство, е конструиран от Granville Bradshaw през 1919 г. Представлява едноцилиндров скутер с двигател 123 cm³, монтиран зад мотоциклетиста върху багажника (мястото, отредено за багажника при велосипедите), и произвеждан от английския производител на мотоциклети ABC Motors Ltd (All Britisch (Engine) Company). Характерното за моторолера е специалната площадка за краката на моториста, защитена с преден щит от кал и вода при експлоатация. Двигателят, скоростна кутия и ходовата част са вместени в пространството под седалката, и за защита от прах и влага на пътуващите с моторолера са поставени аеродинамично проектирани капаци от ламарина или пластмаса. Скутерите са оборудвани с необходимия комплект осветителни тела (фар и елементи за сигнализация), спирачки (в т. ч. и дискови за последните модели) и при градски условия развиват 60 – 90 km/h. За това превозно средство особено характерни са колелата и гумите с малък размер (8, 10, 12 цола), в сравнение с тези използвани при мотоциклетите. Скутерите, получили популярност и масово производство особено след Втората световна война, обикновено са с двутактови двигатели и с работен обем на цилиндъра 50, 100, 125, 150 cm³. За тяхната популярност много голям е приносът на произвежданите в Италия скутери Веспа (Vespa) и Ламбрета (Lambretta), които бързо стават еталон за качество и елегантен стил в производството на моторолери.[39]

Моторолерът Vespa е приет за типичен представител на тази категория мотоциклети.
От началото на 1980-години по схемата на скутерите се повяват нови конструкции – максискутер, хиперскутер и преходния модел между мотоциклет и скутер – скутрета с гуми с размер до 17 цола. Максискутерът се произвежда с двигатели 125, 150, 250, 300, 400 cm³. Машината е построена така, че да предложи максимум комфорт за двама пътника при пътуване в градски условия с удобни седалки, добра ветрозащита, но е с ниска проходимост и не е подходяща за езда извън тези условия. Хиперскутерът разполага с по-мощен мотор от 500 до 800 cm³ и се използва мотоциклетната схема за монтажа на двигателя и за задвижване на задното колело чрез верига. Така двигателят се монтира на рамата, освобождава се по-голямо подседалково пространство за багаж и този скутер е удобен за предприемане на дълги туристически пътувания при комфортни условия за пътуващите.
- Мотоциклетите за спорт са подтип пътни мотоциклети с регистрация за движение по пътищата и с които може да се участва в шосейни, пистови, супер мото и супербайк (спортбайк) състезания. Разликата с класическия пътен мотоциклет е, че при тях позицията при езда е различна, за да се създаде обща добра аеродинамична обтекаемост от машина и състезател. Поради тази причина мотоциклетите са съоръжени с аеродинамични обтекатели, кормилото е ниско разположено, мотоциклетиста почти е легнал върху резервоара, а стъпенките за краката са разположени високо и назад. Мотоциклетите разполагат с високоефективна спирачна система, форсиран бързооборотен двигател и специален профил на гумите. Пътни мотоциклети с държавна регистрация и право да ползват пътната мрежа, са и тези произвеждани като мотоциклети тип ендуро, макар и да са описани в класификацията към групата на спортните мотоциклети. Те се произвеждат с качествата да се ползват като такива по шосейната мрежа, но и конструктивно са олекотени, за да имат и спортно приложение, да са с висока проходимост и да се управляват при тежки пътни условия без настилка.

- - Мотоциклети супербайк (или още суперспорт), е наименование на пътните мотоциклети спортен тип, чиято конструкция е подобна на спортните мотоциклети за провеждане на състезание по затворен контур подобно на шосейно-пистовите състезания MotoGP (на английски: FIM Road Racing World Championship Grand Prix). MotoGP състезание за голямата награда, е най-престижното мотоциклетно състезание по затворен маршрут. То се провежда с мотоциклети прототипи, непроизвеждани серийно, непродавани в търговската мрежа и забранени за регистрация и ползване по пътната мрежа. Това е голямата разлика с мотоциклетите супербайк – те може да се регистрират и да се управляват по пътната мрежа. До състезания супербайк се допускат само мотоциклети в серийно производство и в свободна продажба. Тунинговането на мотоциклетите и промяната в конструкцията се прави само с детайли намиращи се в свободна продажба, което изравнява качествата на машините при старта в едно състезание. Характеризират се с леко до средно тегло, високо съотношение между мощност в конски сили и тегло, което осигурява изключително ускорение и висока скорост. Имат обтекател, ниско кормило, високо изнесени назад стъпенки, форсиран двигател и спирачки с повишена ефективност и се управляват в типично спортен стил – с тяло положено върху резервоара на мотоциклета.[31] Обикновено се произвеждат с двигатели от 650 до 1100 cm³ и тегло от 145 до 175 kg.[28]

Наименованието на състезанието със серийни мотоциклети е супербайк и води началото си от 1960-те години в САЩ. През 1988 г. се провежда първия световен шампионат по супербайк. В зависимост от работния обем на двигателя и доработките по мотоциклетите се провеждат три вида състезания по еднакви правила. Във висшия клас се състезават мотоциклети до 1200 cm³ работен обем, в т. ч. и с двуцилиндрови двигатели, при допустима най-широка модификация на мотоциклетите. В младшия клас Суперспорт (на английски: Supersport), се състезават мотоциклети с четирицилиндрови двигатели и работен обем до 400 – 600 cm³, или двуцилиндрови с работен обем 400 – 600 cm³ при ограничено доработване на мотоциклетите. В третия клас т. нар. суперсток участват серийни машини от горните два класа (до работен обем 1000 cm³ или 600 cm³), но при най-ограничено доработване на стандартния мотоциклет. Състезанията се провеждат обикновено на две гонки, където дистанцията по кръга на трасето е от 80 до 110 km и се изминава за около 40 минути. На прави участъци състезателите могат да развият скорост до 300 km/h.
- - Каферейсър. Към групата на пътни и спортни мотоциклети може да се поставят и типа мотоциклети за каферейсър състезания (на английски: Café Racer – кафене-надбягване). Този тип машини са предназначени за краткотрайни скоростни разходки на близки разстояния, и по-скоро са за развлечение и удовлетворяване на спортната страст на млади мотоциклетисти. Това не са професионални състезания, а аматьорски организирани шосейни надбягвания между любители. Конструкцията на тези мотоциклети позволява достигането на по-висока скорост и добра управляемост, но това е за сметка на намален в някаква степен комфорт при ездата.[40][41] Това иронично название на състезанията води началото си от Англия от 1960-те години и характеризира мотоциклетите и техните ездачи, събиращи се в пъбовете на кафе и участващи в състезания по трасе – затворен маршрут по градските улици само за времето на една песен. За кратковременната скоростната езда стандартните серийно произвеждани мотоциклети са непригодни. Всеки участник в такива състезания сам тунингова мотоциклета си, като се премахват елементи за намаляване на теглото, променя се кормилото за позиция на езда със силно наведено напред тяло, използва се удължен тесен резервоар и се премахва втората седалка. За такива любители на високата скорост при градски условия се произвеждат и някои фабрични скоростни модели, като Harley-Davidson XLCR 1000 Cafe Racer от 1977 г., Benelli TNT Cafe Racer, Ducati Super Sport, Suzuki GS1000S произвеждан 1980 г., както и каферейсър мотоциклетите с електрически двигател Volta.[42]

- Мотоциклет Benelli TNT Cafe Racer
- Френски мотоциклет Voxan Cafe Racer
- Harley-Davidson XLCR 1000 Cafe Racer 1978
- Каферейсъри, Великобритания
- Мотоциклет Ducati Sport 1000 – класическа конструкция, използван за Café Racer надбягвания

### Мотоциклети за двойна употреба
Мотоциклетите за двойна употреба (на английски: Dual purpose motorcycles) или популярни и с наименованието дуал-спорт (на английски: Dual Sport), са едни от трите основни типа мотоциклети. Те са конструирани и произведени с качества за двойно приложение и са разпространени точно поради възможностите които предоставят както за движение по пътища с добро покритие, за туризъм, така и за управление по офроуд пътеки при лоши пътни условия и в пресечена местност. Въпреки тези разнообразни възможности за експлоатация, конструкцията им е по-близо до шосейните мотоциклети, отколкото до тези за офроуд. Мотоциклетите от тази група, за разлика от други със специално спортно предназначение (кросови, за спидуей), подлежат на държавна регистрация съгласно Закона за движение по пътищата. В съответствие на изискванията на закона мотоциклетите са оборудвани със светлини, мигачи, скоростомер, огледала, клаксон, регистрационни табели и заглушител. Според закона това е възможно точно поради тяхната техническа приспособеност със заложени изисквания за сигурност при експлоатация и за двата вида езда. Конструкцията е оразмерена и дава възможност на мотоциклетиста да преодолява не особено големи препятствия, спускане и катерене по склонове, скокове. Тяхната универсалност е причината за масовото им разпространение както за пътуване по пътната мрежа и в градски условия, така и за спорт.
- С мотоциклети за дуал-спорт се участва при провеждането на супермото („Supermoto“) състезания. Това е мотоциклетно състезание в състезателен затворен полигон, в който последователно се редуват три вида състезателни трасета: равен скоростен път с асфалтово покритие като за пистови състезания, твърд равен земен терен за офроуд езда (като за спидуей) и мотокросова писта с възможности за скокове и завои. Супермотото първоначално е замислено като състезание от Гавин Трипе през 1979 г.[43] като част от телевизионното шоу Wide World of Sports, където сили може да премерят пистови състезатели, кросови състезатели и такива с мотоциклети ендуро. Така от трите състезателни жанрове супермотото изгражда свой собствен облик на мотоциклетно състезание и това налага технически изисквания към мотоциклети с двойно предназначение.

Повечето състезателни писти за супермото имат размер до 50 – 75% асфалтова или друга качествена пътна настилка, а останалата част от състезателната писта е земен терен без покритие. Този тип състезания се реализира сравнително лесно, защото такава писта може да бъде създадена навсякъде, където има по-голяма площ от отворен за ползване асфалт (например стари самолетни писти) и наличие на земен терен. Супермото състезания може успешно да се провеждат и при градски условия, като се използват затворени градски улици и свободни паркови площи, в които е възможно създаването на необходимата (сравнително лека) кросова писта и равна писта за лек офроуд.
Използваните фабрично произведени супермото мотоциклети обикновено са едноцилиндрови или такива, тунинговани по поръчка. За разлика от другите състезания с мотоциклети, акцентът е върху по-бавните скорости, поради прехода по трите различи трасета. При супермотото резките ускорения и високите върхови скорости по трасето са по-редки, което прави тези състезания по-достъпни за състезатели без значителен опит и умения и без специални върхови изисквания към машината. Обикновено се използват мотоциклети с двигатели от 450 cm³. Популярни са мотоциклетите Ducati Hipermotard 939, Susuki DR-Z400 SM, KTM 690 SMC R, Husqvarna SM 450 R, KTM 640 LC4 Supermoto и др.
- Напоследък за участие в подобни състезания се популяризират мотоциклети с голяма кубатура на двигателя (750 – 1200 cm³), а състезанията се наричат супермотард („Supermotard“). При тези състезания се заимства организацията, подготовката и стила на състезанията супермото.

Описаните за участие мотоциклети за двойна употреба отстъпват по отношение на спортните си възможности на тези от типа ендуро. Ограничаващата особеност само за спортно използване на мотоциклетите са мощният, но стандартен двигател, и по-голямото им тегло спрямо ендуро мотоциклетите. Този показател за мотоциклетите от типа ендуро е особено важен, поради силно пресечения тежък терен, по който се провеждат състезанията и е важен технически показател за възможностите на този подчертано спортен тип мотоциклети и техния агресивен спортен характер.
- Honda XR650R за дуал спорт
- Мотоциклет за супермото Suzuki DRZ-400SM, 2007 г.
- По кросовото трасе на супермото
- Супермото на EICMA в Милано Италия през 2007 г. Преход от офроуд трасето към пистата
- Мотоциклет за супермоторад Aprilia – Dorsoduro 1200
- Мотоциклет за супермоторад Aprilia – Dorsoduro 750

- Мотоциклетът ендуро (на английски: endurance – издръжлив) е подтип мотоциклет за дуал-спорт, насочен повече за експлоатация при градски и шосейни условия. Модификацията гражданско ендуро, въпреки че прилича на спортните мотоциклети за крос, има по-меко окачване, гуми предназначени за двойна употреба, мощни спирачки, добавени са клаксон, светлини и ефективно заглушаване, има табела с регистрация. Двигателят е по-малко форсиран и седалката е приспособена за двама души. Използването им при двойната употреба налага увеличаването размера на резервоара и повече скорости, за разлика от кросовите мотоциклети, които обикновено са с четири скорости. Тези мотоциклети се произвеждат с четиритактови едноцилиндрови двигатели в гамата 125, 200, 250, 400, 450, 650 cm³.
- Най-близо до спортните кросови мотоциклети са т.нар. хард ендуро. Твърдото ендуро е приспособено за ползване по шосейна мрежа и пътища в населени места, но и в пътни условия без пътна настилка върху земен терен – чакъл, пясък, кал като мотоциклети за офроуд състезания. Този тип мотоциклети, поради леката си конструкция и мощния мотор, са по-подходящи за крос писта, отколкото за пътуване по път с асфалтово покритие. Характерни са с твърдото окачване, липсата на допълнителни осветителна тела и малка наличност на бордни уреди. Използват се двигатели от 400 до 650 cm³.
- Мотоциклетът от вида туристическо ендуро е принципно друга и различна машина, която може да бъде окачествена като тежък спортен мотоциклет. Разработен за участие в ралито „Париж-Дакар“, мотоциклетът е приспособен за състезания с продължителна многодневна езда по различни терени, лоши пътища и асфалт с висока скорост. Движението се обезпечава от мощен едноцилиндров двигател 600 – 800 cm³ или двуцилиндров редови или V-образен двигател с обем 750 – 1000 cm³. Освен големия резервоар за гориво, машината има колела, осигуряващи висока проходимост и конструкция и окачване, което осигурява по-комфортни условия при продължителна езда за състезателя.

- Мотоциклет Montesa модел Enduro 360 H7, 1984 г.
- Мотоциклет Enduro BMW G 450 X
- Мотоциклет ендуро Derbi Diablo C-4, 50 cm³ 1978 г.
- Световен ендуро шампионат (Enduro World Championship (WEC) – „Extreme test“, 2012 г. във Vogels.
- Световен ендуро шампионат (Enduro World Championship (WEC) в Castelo Branco
- Световен ендуро шампионат (Enduro World Championship (WEC) в Castelo Branco
- Световен ендуро шампионат (Enduro World Championship (WEC) в Castelo Branco
- Световен ендуро шампионат (Enduro World Championship (WEC)) в Италия 2010 г.
- Световен ендуро шампионат в Италия 2010 г. (Enduro World Championship (WEC))
- Световен ендуро шампионат в (Enduro World Championship (WEC)) в Турция 2010 г.
- Световен ендуро шампионат в (Enduro World Championship (WEC)) в Турция 2010 г.
- Туристическо ендуро КТМ 660 за участие в рали Париж-Дакар 2005 г.

### Мотоциклети за спортна езда
Мотоциклетите за спортна езда са специализирани машини, предназначени единствено и само за участие в спортни състезания. Те не подлежат на регистрация и не може да се използват за управление по пътищата.
- Мотоциклети за спидуей (на английски: Motorcycle speedway) са предназначени за състезания на дърттракова писта по овално трасе. Основната разлика от състезанията по затворена писта, като тези при градски условия по затворен маршрут или мотокросовите състезания, е равното трасе с овална форма и с дължина от 260 до 400 метра. Причината се корени в това, че състезанията спидуей се провеждат в стадиони или специално построени мотостадиони, и това е стандартната дължина за бягания. Покритието на трасето за състезания е от сгур, подходящо обработено. В скандинавските страни и Русия е популярен зимният вариант на спидуея по трасе върху лед. За разлика от мотокроса, за безопасност, при тези състезания на състезателното трасе участват от четири до шест състезатели, като обикновено се правят по четири обиколки на трасето. Мотоциклетите са с характерна конструкция на колелата – малък балон на предните гуми и голям балон за задните. Мотоциклетите са с твърдо окачване и са без каквито и да било обтекатели. Кормилото позволява изправена стойка при езда, добра и устойчива управляемост поради късите разстояния по трасето, и малко натоварване върху ръцете. Поради особеностите си, те не са подходящи за езда при пътни условия и не подлежат на държавна регистрация за движение по пътищата. Най-популярни са състезанията с мощните мотоциклети от 500 cm³, но се провеждат такива и с кубатура на двигателите от 250 cm³, 125 cm³, мотопеди или моторолери. Макар скоростите по трасето да не са големи – средната по кръга е 70 – 80 km/h, а в правите участъци не повече от 100 km/h, тези състезания са динамични и се харесват поради възможността състезанието непрекъснато да се наблюдава на стадиона и да се следи поведението на всеки състезател по време на всяка гонка. Спидуей като състезание се провежда от 1920-те години, а първият световен шампионат се провежда през 1936 г.[45]
- Кросови мотоциклети. Това са типични представители на спортните мотоциклети конструктивно пригодени за движение по трасе върху земен терен с лоши пътни условия, без специално направен път с покритие и с наклони и условия за скок по време на състезанието. Такива са състезанията по мотокрос (на английски: Motocross), състезания по мотокрос свободен стил (на английски: Freestyle motocross) по специално направени трасета в зали и стадиони и офроуд (на английски: Off-road, Off-roading) състезания. Офроудът е по-скоро моторен спорт – развлечение, при който се управляват мотоциклети по трудни естествени терени и горски пътища с кал, по речни корита с пясък и чакъл, по каменни реки и скали. Мотоциклетите са със специална максимално олекотена конструкция, агресивен двигател и твърдо окачване, което не обезпечава особен комфорт за продължително пътуване (състезателят малко ползва седалката по време на състезание). Тези мотоциклети се използват само за състезания по специално подготвено трасе и тяхното преместване от едно на друго място става само на ремарке. Тези мотоциклети не се регистрират по закона за движението по пътищата и не може да се управляват по пътната мрежа. Една от причините за това е и липсата на основни функции за безопасност – липсват фарове, мигачи.[46]
- Мотоциклети за рекорди (на английски: streamliner motorcycle). Изработват се в единични бройки, имат специална конструкция, насочена за подобряване на конкретен рекорд (обикновено максимална скорост на прав естествен участък) и ездата на тази машина се провежда само на специален изпитателен полигон. Тези мотоциклети са с подчертана аеродинамична форма, при което мотоциклетистът е почти в легнало положение, което не е класическото положение на тялото при управление на мотоциклет.

- Мотоциклет КТМ за крос
- КТМ по трасето за мотокрос
- Мотокрос свободен стил
- Офроуд с мотоциклети
- Американският мотоциклет BUB Seven Streamliner, с рекорд за скорост на пистата Bonneville Speedway от 350 мили в час за 2006 г. и рекордьор до 2008 г. и отново от 2009 до 2010 г.
- Мотоциклет за рекорди NSU Delphin III

## Класификация според комплектуването с основни агрегати
Комплектуването с основни агрегати, конструктивните им особености и тяхната схема за разположение в мотоциклетите е различно, и се определя от предназначението и използването на машината (туризъм, спорт, военни или др. цели), първоначалната цена и експлоатационните ѝ разходи, както и специалните експлоатационни изисквания към мотоциклета. Основните агрегати са:
- Двигател
- Трансмисия
- Ходова част
- Електрическа уредба, запалване и кокпит

### Според вида на използвания двигател
В мотоциклетите се вграждат двигатели с вътрешно горене с водно или въздушно охлаждане, с различен работен обем и от следните видове:
- Двутактови бензинови двигатели – едноцилиндрови и редови многоцилиндрови.
- Четиритактови бензинови двигатели – едноцилиндрови и многоцилиндрови редови, V-образни и боксерни двигатели. За приготвянето на горивната смес освен от карбуратори вече се използват и инжекционни системи.
- Четиритактови дизелови двигатели. Въпреки създаването на такива мотоциклети, дизеловият двигател не се налага в тези превозни средства поради особеностите му като по-тежък, бавнооборотен, с ниска динамика (необходима при мотоциклетния двигател) и висока цена.[47]
- Електрически двигател и (както при вече популярните испански мотоциклети Volta[42]). Мотоциклетите задвижвани с електрическа енергия предлагат най-доброто от екологична гледна точка. При експлоатацията им се намалява потребяването на масло и вредни емисии от изгорели газове и не замърсяват околната среда. За енергиен източник се използват никел-металхидридни батерии и литиево-йонни батерии.[48] В съвременните конструкции батериите може да се експлоатират до 10 години. Компромисът при изграждането на мотоциклетите с електрически двигател поради ограничения капацитет за съхраняване на електрическа енергия на захранващите батерии, е приемането на една от двете изключващи се възможности:

- отдавана висока мощност и висока скорост на движение с еднократно зареждане при малка продължителност на „ездата“;
- голяма продължителност на „ездата“ с еднократно зареждане при приемлива средна скорост на движение.

Вече е достигнато с едно зареждане пропътуване на 185 мили (приблизително 296 km) с батерия 15,3 kWh при средна скорост на пътуване 65 мили в час. Макар с прототипи да е достигната скорост 145 мили в час, електрическите мотоциклети и скутери все още може да се ползват предимно като пътни превозни средства в градски условия.
- Разрез на едноцилиндров двутактов мотоциклетен двигател
- Английски мотоциклет Royal Enfield с дизелов двигател 440 cm³. Охлаждането на двигателя е въздушно принудително с турбина
- Шестцилиндров редови мотоциклетен двигател Henderson De Luxe supersix, 1926 г.
- V-образен мотоциклетен двигател Ducati 500 GP прототип „Armaroli“, 1972 г.
- V-образен мотоциклетен двигател JAP 1000 cm³, 1930 г.
- Полски мотоциклет Sokol 1000 cm³ с лост за ръчна смяна на скоростите, монтиран на резервоара
- Мотоциклет АВО 425 (четиритактов 250 cm³, 1955 г., произвеждан в ГДР) с карданно задвижване на двигателното колело. Мотоциклетът има два лоста за смяна на скоростите – отдясно ръчен и отляво крачен.

### Според използваната трансмисия
Трансмисията на мотоциклета конструктивно се проектира и изработва в един общ блок с двигателя. Посредством здрави защитни капаци, като част от конструкцията, се създава един общ херметически затворен задвижващ блок.
Обикновено трансмисията включва първична верижна предавка или предавка от зъбни колела свързваща коляновия вал на двигателя с касетата на многодисков съединител в маслена баня, предавателна кутия с възможности за превключване от три до шест предавки, външно разположен механизъм за ръчно или крачно превключване на предавките и верижна предавка (пиньон) за задвижващата втулко-ролкова верига на двигателното колело. Многодисковият маслен съединител се използва предимно при двигателите с колянов вал напречно разположен на посоката на движение. В мотоциклетите се използва и сух еднодисков съединител при двигатели с колянов вал разположен надлъжно по посоката на движение (както например боксер двигателите или едноцилиндровите двигатели на BMW). Обикновено така построените съединител и предавателна кутия задвижват двигателното колело чрез карданен вал.
В исторически план трансмисията се изгражда по различни начини:
- С директно предаване чрез ремък на задвижването от коляновия вал към двигателното колело без редуктор. Този начин на задвижване е с много голямо предавателно число на двете ремъчни шайби и се прилага в зората на мотоциклетното производство при използваните тогава бавнооборотни двигатели.
- Механична скоростна кутия (наричана още предавателна кутия) с ръчна, с крачна или едновременно и с двата вида лостова система за смяна на скорости. Мотоциклетите се произвеждат със скоростни кутии с от три до шест скорости. В мотопедите обикновено скоростите за движение са две;
- Автоматична скоростна кутия (при някои спортни мотоциклети);
- Безстепенна трансмисия с вариатор използвана при моторолерите.

### Според вида на главното предаване на ходовата част
- С използване на втулко-ролкова верига (популярна и с наименованието галова верига). Веригата се зацепва за задвижване към пиньон, захванат към главния вал на предавателната кутия, и предава въртящ момент на куплунга (задното верижно колело) зацепен с главината на задното двигателно колело.[50]
- С карданен вал, свързващ предавателната кутия и главината на задното двигателно колело.
- С ремъчно предаване на движението към задното колело при мотоциклетите до 1920-те години. В някои съвременни мотоциклети се използват ремъци за предаване на движението между предавателната кутия и задно колело (например в някои модели на мотоциклети Harley-Davidson). При моторолерите се използва трапецовиден ремък като компонент от вариатора за промяна скоростта на движение.
- Фрикционно предаване на предно двигателно колело.

### Според вида на ходовата част
Ходовата част на мотоциклета включва:
- Рама. Използваните материали за изграждане на рамата като основна носеща конструкция са:

 – Обикновено рамата е заварена тръбна конструкция от стомана. Това е класическата конструкция и използван материал.
Произвеждат се рами изградени от щамповани стоманени елементи от ламарина свързани посредством заваряване за създаване на носещата конструкция.
 – След средата на 20 век и в съвременното производство на мотоциклети вече се използват и други метали като конструкционни материали – алуминий, титан, магнезий. Рамите от тези материали се изграждат както стоманените посредством заваряване и се изграждат подобно на стоманените като носещи пространствено-затворени конструкции.
 – В производството за изработване на рами и капли за колела на мотоциклети се използват и въглеродни влакна с композити. Прилагат се при производството на мотоциклети с малка мощност – мотопеди и леки мотоциклети.
Поради различната насоченост и изисквания към създаваните мотоциклети в конструкцията и качествата на рамата се вплитат такива потребителски параметри като цена, мощност, скорост, динамичните характеристики, тегло на пътниците, коравина на конструкцията за преодоляване на вибрациите от двигателя, пътната настилка, усукващите сили особено при завой и др. Окачванията към рамата на предната и задната вилка се произвеждат така, че да се поддържа един непрекъснат надежден контакт на колелата със земята, независимо от наклона на машината при навлизане в завой по време на езда. В конструктивно отношение има голямо разнообразие от технически решения за изграждане на рамата.
 – Велосипедният тип рама е триъгълна пространствена конструкция с единична тръба отдолу, носеща двигателя или затворено-пространствена конструкция с две тръби (странѝци). С увеличаването работния обем на двигателите и тяхното тегло, този тип рами се изпълняват с различна конфигурация на тръбите, но преди всичко това са конструкции, оразмерени като мощна носеща греда. Затвореният контур на рамата има челна тръба за монтаж и лагеруване на предната вилка, една или две тръби страници с конзоли за закрепване на двигателя, стъпенките, стойката и шарнирната вилка за задното колело. Горната тръба (една или две) затваря носещия пространствен силов контур и служи за закрепване на резервоара, седалката и окачването на задното колело и задния калник. Като пример за използването на класическа традиционна тръбна конструкция на мотоциклетна рама може да се посочи тази на мотоциклет Triton Norton Triumph.
 – Рами се изработват и от заварени профили от щамповани стоманени ламарини образуващи надеждна силова носеща конструкция. Като пример може да се посочи мотоциклет Ariel Golden Arrow.
 – Рама с пространствена решетъчна конструкция от заварени тръби, изградени като носеща греда се използва в скоростни мотоциклети в стил найкед. Двигателят и трансмисията са окачени под мощния носещ контур. Пример за използването на такива конструкции рами са мотоциклетите на Ducati.
 – Рамите тип монокок и полумонокок са характерни със създаването на пространствена носеща конструкция от свързани надлъжни и напречни елементи, в която са поместени двигателя, трансмисията, окачването на предната и задната вилка. Пример за рама тип полумонокок е алуминиевата рама на мотоциклет Buell Lighting XB9SX CityX.
- Предни и задни стъпенки;
- Стойка;
- Заден калник;
- Окачване на задно колело – за някои пътни мотоциклети (например „чопър“) окачването е твърдо към рамата и не включва амортисьори, пружини или шарнирно свързана задна вилка. В масовото производство на мотоциклети за комфорт при пътуване се използват различни конструктивни схеми с шарнирна вилка при двустранно закрепване оста на колелото, с двойка пружини и амортисьори;[54] Използва се и схема за едностранно конзолно закрепване или закрепване чрез полувилка на двигателното колело. Пример за това са някои модели на мотоциклетите Ducati, където към полувилката за демпфане на неравностите по пътя при движение, се използва централно разположен под седалката на моториста моноамортизатор (амортисьор и мощна пружина).
- Предна вилка с предните телескопи и в зависимост от конструкцията и с вградени маслени амортисьори. Към предната вилка се монтира преден калник, изработен от щампована ламарина;[54]
- Предно и задно колело. По принцип колелата трябва да са еднакви като диаметър, но има различия свързани с функциите им в мотоциклета. В съвременните мотоциклети правилото за еднаквост на важи и обикновено има различия както в диаметъра, така и в размера на балона на гумата. Размерът на колелата има основно стабилизиращо действие при ездата. Мотоциклетът остава прав или се поддържа стабилност при наклон в крива благодарение жироскопичния ефект от масата на колелата.
- Спирачки. Спирачките на мотоциклетите са в непрекъснато развитие и с увеличаване скоростта на движение се разработват все по-ефективни технически средства за обезпечаване безопасността. В исторически план са използвани следните видове спирачки:

 – Велосипедна спирачка в първите мотоциклети.
 – През 1910 г. на задното колело се поставя спирачен цилиндър обхванат със стоманена бандажна лента с накладки, подобно на използваните спирачки по това време при автомобилите.
 – Външната спирачна лента на задното колело през 1920-те години е заменена с барабанна спирачка с челюстни накладки.
 – От 1926 година барабанната спирачка с челюстни накладки се поставя и на двете колела, като се осигуряват две независими спирачни устройства.
 – През 1966 г. се внедряват дискови спирачки с механично задействане в серийно произвеждания мотоциклет MV Agusta 600. През 1968 г. Honda внедрява в сериен мотоциклет хидравлично задействане на дискова спирачка.
 – Понастоящем произвежданите мотоциклети се комплектоват с дискови спирачки – с единични дискове на задно колело и двойна дискова спирачка на предно колело. Само в някои мотопеди се поставят по-ниско ефективните барабанни спирачки и като задна спирачка при някои леки мотоциклети.
 – От 2016 г. с решение в Европейския съюз новите мотоциклети от 125 cm³ и с по-голям обем на двигателя, трябва задължително да се оборудват с мотоциклетен вариант на антиблокираща спирачна система (ABS) Системата за мотоциклетен контрол на стабилността (Motorcycle Stability Control – MSC) е високочувствителна електронна система на базата на АВS срещу блокирането на колелата при спиране. Използват се жироскопични или други сензори, за да се оцени при езда или наклон на мотоциклета границата на сцеплението, но само при задействана спирачка. Влючването ѝ намалява плъзгането на гумата, чрез намаляване на спирачната сила. Системата за контрола не работи при други обстоятелства на управление. Разработена е от Robert Bosch GmbH. Мотоциклетът КТМ 1190 Adventure, произведен през 2014 г. е първият с вградена система MSC.
- Класическа традиционна тръбна конструкция на стоманена рама с две страници отдолу на мотоциклет Triton Norton-Triumph
- Мотоциклет Suzuki GS500 (1997 г.) с мощна рама подобна на класическия триъгълен носещ контур
- Алуминиева рама на Buell Lightning XB9SX CityX
- Рама от пресована стомана на мотоциклет Ariel Golden Arrow
- Aprilia Shiver SL 750 ABS с централно разположен моноамортизатор за задната вилка и високоефективни дискови спирачки

### Според използваното двигателно колело
- Предно двигателно колело (както при известните VéloSolex мотопеди и моторизирани велосипеди с фрикционно предаване, произвеждани от Solex, Франция и Velosolex America, LLC).
- Задно двигателно колело.
- Всички колела са двигателни.

### Според броя на колелата
Колелата се произвеждат със стоманени капли със спици от стоманена тел или от капли алуминиеви отливки. Използват се такива направени от композитни материали поради високите якостни характеристики и ниско тегло. Гумите са с по-малък диаметър от автомобилните, но закръглени и с повишена повърхност на протектора, което позволява при навеждане на мотоциклета на завой да се понижава центъра на тежестта, без да се губи сцеплението с пътната настилка. Жироскопичният ефект от бързо въртящите се колела, значително подобрява стабилността и способността да се следва зададената от мотоциклетиста пътна крива. Спирачните барабани с челюстни накладки или спирачни дискове, независимо от начина на задействане – механично или хидравлично, също са част от колелото и се монтират твърдо към главината на каплата. Според броя на колелата, мотоциклетите са:
- Мотоциклети с две колела.
- Мотоциклети с три колела.
- Мотоциклети задвижвани с гъсенични вериги.

### Според електрическата уредба, запалване и кокпит
Електрическата уредба на съвременния мотоциклет се състои от преден фар (един или повече), централен включвател, ключ за къси и дълги светлини, клаксон, задно осветително тяло, включвател на стоп-лампата, вграден в механиката на задната спирачка, предни и задни осветителни тела за указване посоката на движение (мигачи) със съответен ключ за превключване, прекъсвач разпределител за запалване на горивната смес, индукционна бобина, запалителна свещ (една или повече), свързващи кабели и съединителни клеми.
Първоначален пуск. Големите различия в мотоциклетите, произвеждани малко повече от век, е в начина за първоначален пуск на двигателя и генерирането на електрическата енергия за запалването на газовата смес.
- в първите модели мотоциклети се използва задвижване с велосипедни педали за запалването на двигателя и магнето за произвеждане на запалителната електрическа искра.
- след 1915 година се въвежда запалването на двигателя с кикстартер, а по време и след Втората световна война се вгражда динамомагнет, като в електрическата система се вгражда и акумулатор, така че надеждно да се обслужва системата за осветление и безопасност при управление.
- от втората половина на 20 век се вграждат динамо или генератор за променлив ток (алтернатор) при мотоциклетите с повече цилиндри, за обезпечаване на повишения разход на електрическа енергия, поради вградени допълнителни потребителски екстри.
- за стартиране и първоначално запалване на двигателя в съвременните мотоциклети вече почти не се използва кикстартер, а се вгражда пусков електродвигател, използващ енергията на акумулатор. В съвременните мотоциклети с електрически стартер, електрическата инсталация се захранва от алтернатор с последващо изправяне на електрическия ток. По принцип генераторът на електрически ток е от маховиков тип, свързан е и се задвижва директно от коляновия вал и обикновено се помества отдясно на двигателя или отпред по посоката на движение при многоцилиндровите редови двигатели. Закрива се и се защитава от капак, като се оформя в един общ блок с двигателя, за разлика от мястото и задвижването на алтернаторите при автомобилните двигатели.
- от края на 20 век в много от моделите мотоциклети се премахва карбураторът за образуване на работната газова смес и се поставят инжекционните системи. Към електрическата инсталация се включват и вградени съвременни електронни системи за управление на запалването, инжекционните системи, контрол на газовете, антиблокираща система (ABS) и др.
Кокпитът на мотоциклетите почти до края на 20 век се състои от километропоказател, механично свързан с предно колело, и контролни лампи, вградени във фара на мотоциклета. При съвременните мотоциклети контролните уреди са повече и се монтират на табло, закрепвано към предната вилка и съдържащо повече пътна информация за движението, както и контролна информация по отношение включените къси или дълги светлини, работата на двигателя (обороти), наличието на гориво, температура и мазането на двигателя и др.

## Право за управление и безопасност
Правоспособността за управление на мотоциклети се придобива след обучение за управление на това моторно превозно средство и успешно положен изпит. Притежаването на свидетелство за управление е необходимо условие за правоспособност, но то е валидно само за категорията, защитена пред държавната администрация. Важен показател при определянето на категориите за правоуправление, залегнал в закона, е съотношението тегло на мотоциклета спрямо мощност на двигателя. Този показател пряко предопределя динамичните качества на мотоциклета и необходимата квалификация на мотоциклетиста за безопасното му управление. Категориите за правоуправление на мотоциклет съгласно Закона за движение по пътищата са следните:
- категория АМ – за управление на мотопеди (двуколесни и триколесни) с работен обем на двигателния цилиндър до 50 cm³ и със скорост на движение не по-висока от 45 km/h (чл. 150а, т. 1)[3] Минимална възраст на водача за управление на МПС от категорията е 16 години (чл. 151, т.1) от закона.
- категория А1 – право за управление на мотоциклети с обем на двигателя не повече от 125 cm³ и с максимална мощност не повече от 11 kW и триколесни мотоциклети с мощност не по-висока от 15 kW (чл. 150а, т. 2, ал. а, ал. б).[3] Минимална възраст на водача за управление на МПС от категорията е 16 години (чл. 151, т.2) от закона.
- категория А2 – за управление на мотоциклети с мощност, която не превишава 35 kW и е с отношение мощност/тегло 0,2 kW/kg (чл. 150а т. 3).[3] Минимална възраст на водача за управление на МПС от категорията е 18 години (чл. 151, т.3) от закона.
- категория А – за управление на мотоциклети двуколесни без кош или с кош, задвижвани от двигател с вътрешно горене с работен обем по-голям от 50 cm³ и конструктивна максимална скорост по-висока от 45 km/h. С тази категория може да се управляват триколесни мотоциклети с три симетрично разположени колела с двигател с работен обем по-голям от 50 cm³ и конструктивна максимална скорост по-висока от 45 km/h (чл. 150а, т. 4, ал. а, ал. б).[3] Минимална възраст на водача за управление на МПС от категорията е 24 години (чл. 151, т.4) от закона. Допуска се издаване на свидетелство за правоуправление при минимална възраст на водача 20 години, само ако притежава свидетелство за управление на мотоциклет от категория А2 не по-малко от две години (чл. 151, т.4, ал.а) от закона. Допуска се издаване на свидетелство за управление на водачи на възраст 21 години само за управление на триколесни МПС с мощност превишаващи 15 kW (чл. 151, т.4, ал. б) от закона.

За безопасно пътуване по републиканската пътна мрежа и по пътната мрежа в населените места, при управлението на мотопеди и мотоциклети, водачите и пътниците са длъжни да използват защитни каски (чл. 137е от ЗДП).